# Robin De Levita
 (octobre 2018).
Pour les articles homonymes, voir De Levita.
Robin De Levita, né le 19 avril 1959 à Amsterdam, est un producteur néerlandais.

## Carrière
Il est le frère jumeau du réalisateur et producteur Alain De Levita.

## Filmographie
- 2013 : App de Bobby Boermans[3]
- 2014 : Heart Street de Sanne Vogel[4]
- 2015 : Jack's Wish d'Anne de Clercq[5]
- 2015 : Hallo bungalow d'Anne de Clercq[6]
- 2016 : Fissa de  Bobby Boermans[7]